# Plemyriopsis distincta
Plemyriopsis distincta är en fjärilsart som beskrevs av Walker 1861. Plemyriopsis distincta ingår i släktet Plemyriopsis och familjen mätare. Inga underarter finns listade i Catalogue of Life.